# Janauaria amazonica
Janauaria là một chi nấm trong họ Agaricaceae. Đây là chi đơn loài, chứa một loài Janauaria amazonica.